# 原田正夫
原田正夫（日语：／ Harada Masao，1912年9月22日—2000年1月22日），日本男子田径运动员，主攻短跑、跳远。他曾代表日本参加1936年夏季奥林匹克运动会田径比赛，获得男子三级跳远银牌。